# Keels
Keels es un pueblo canadiense situado en la provincia de Terranova y Labrador.

## Superficie
Keels tiene una superficie de 6,67 km².

## Demografía
En 2021, tenía 46 habitantes, una densidad poblacional de 6,9 hab./km², y 50 viviendas.